# Сореску, Марин
Марин Сореску (Marin Sorescu) (19 февраля 1936, Булзешти ― 8 декабря 1995, Бухарест) ― румынский поэт и драматург. Один из ярких представителей румынской поэтической волны наравне с Никитой Стэнеску и Аной Бландианой.

## Биография
Родился в румынском селе Булзешти (Bulzeşti) в 170 км от Бухареста, окончил Бухарестский университет. В 1978—1990 гг. работал литературным редактором в журнале «Промышленность». Участвовал в диссидентском движении.
После румынской революции 1989 года занимал пост министра культуры (1993—1995) Румынии.

## Творчество
Марин Сореску дебютировал в 1964 году в возрасте 28 лет сборником пародий «Один среди поэтов». За свою жизнь выпустил 23 книги, став одним из самых известных поэтов Румынии.
Первый же сборник стихов «Moartea ceasului, 1967» («Смерть часа») принёс Марину Сореску известность. Затем последовали: сборник философско-сатирических стихов «Юность Дон Кихота» (1968), «Облака» (1974) и другие. Поэзия Марина Сореску многостилевая, разноплановая, в основном философская.
В драматургии Марин Сореску ― продолжатель традиций своего земляка Эжена Ионеско, его философские пьесы-драмы «Иона», «Стрежень», «Пономарьи королевы», «Жажда соли» ― это театр абсурда. Он автор комедий «Холод» и «Двоюродный брат Шекспира», полных сарказма и горького смеха. Написал несколько исторических пьес. Выпустил книгу эссе «Осторожно с роялем по лестнице».
Член Румынской Академии. Неоднократно получал различные отечественные и зарубежные премии, из которых можно выделить премии Румынской академии наук и международные поэтические премии «Napoli ospite», (Италия, 1970) и «Le Muse» (Флоренция, 1978), Премию Гердера.
Стихи переводились почти на все европейские языки, в целом вышло более 60 книг за рубежом.
Именем Марина Сореску названы Национальный румынский театр и Бухарестский лицей искусств.
Творчество Марина Сореску является значимым вкладом в историю не только румынской, но и европейской литературы.

## На русском языке
- Из современной румынской поэзии: Никита Стэнеску, Марин Сореску, Ана Бландиана, Ион Александру.― М.: Прогресс, 1974.
- Лоно: Пьеса в 3 действиях. Пер. с румынского К. Ковальджи и Л. Беринского. М.: ВААП, 1977.
- Строфы века — 2. Антология мировой поэзии в русских переводах XX века. ― М., «Полифакт», 1998.